# Walter Veízaga
Walter Veízaga (né le 22 avril 1988) est un footballeur bolivien. Il évolue au poste de milieu de terrain au The Strongest La Paz, club du Liga de Fútbol Profesional Boliviano. 

## Biographie

### En club
Walter Veízaga commence sa carrière avec le Club Deportivo Jorge Wilstermann, il y restera jusqu'en 2010, où il passe au Oriente Petrolero où il ne passe que deux saisons avant de passer au The Strongest La Paz.

### En équipe nationale
Walter Veízaga commence sa carrière internationale en 2010, où il ne joue deux matchs. Il faudra ensuite attendre 2012 pour le voir porter les couleurs de La Verde.